# Григорій (Немцов)
Єпископ Григорій (в миру Григорій Немцов); нар. 1828, Сороки, Бессарабія — пом. 16 грудня 1898, Софія) — єпископ автокефальної Православної церкви Болгарії у період «грецької схизми», митрополит Доростольський і Червенський (1872—1898). Голова Священого Синоду БПЦ. 

## Біографія
Народився 1828 в місті Сороки у Молдові. Початкову освіту здобув у рідному місті. З юних років прагнув до церковного служіння. Впродовж деякого часу був послушником в Нямецькому монастирі у західній Молдові. У 17-річному віці відправився на гору Афон, де став послушником у Хіландарському болгарському монастирі.
15 липня 1847 року в Хіландрському монастирі пострижений у ченці з ім'ям Григорій. На Афоні познайомився з архімандритом Неофітом Бозвелі та ієромонахом Іларіоном Макаріопольським, який і став його духовноком.
Пізніше навчався в грецькому училищі в Каріесі. Зберіг більшу частину багатої бібліотеки архімандрита Неофіта.
У грудні 1850 року, разом з ієромонахом Іларіоном, переїхав до Константинополя.
21 травня 1851 року висвячений у сан диякона. Навчався в духовному училищі в Константинополі. 1857 року, за пропозицією Єрусалимського патріарха Кирила, ієродиякон Григорій вступив до найвідоммішого грецького Богословського училища — на острові Халкі, яке закінчив з відзнакою 1863 року, отримавши ступінь доктора богослов'я.
З 1864 року викладав у Богословському училищі святих Кирила і Мефодія в Константинополі і служив в болгарській церкві святого Стефана.
4 серпня 1866 року єпископом Іларіоном Макаріопольським висвячений у священики, 6 серпня того ж року зведений у сан архімандрита.
Після проголошення 1870 року султанського фірману, який дозволяв створення Болгарського екзархату, архімандрит Григорій бере активну участь у виборах болгарського екзарха та розбудові автокефальної Болгарської Церкви.
18 червня 1872 року обраний єпископом Доростольсько-Червенської митрополії з кафедрою в місті Рущук. 1 липня в Константинополі відублася хіротонія на єпископа Доростольського і Червенського БПЦ.
У 1875—1878 роках тимчасово керував Тирновською митрополією.
У квітні 1877 року був кандидатом при обранні Болгарського екзарха, але при голосуванні програв 1 голос митрополиту Ловчанському Йосифу Йовчеву.

### У Князівстві Болгарія
Після створення Болгарського князівства, активно брав участь у розбудові Болгарської церкви. Брав участь в Установчих зборах 1879 року як представник Консервативної партії.
З 1887 року був головою Священного синоду. Зберігав дружні стосунки з князем Фердинандом I. За посередництва митрополита Григорія в 1890 був вирішений конфлікт між Урядом Болгарії і Священним Синодом БПЦ.
З 1881 року член-кореспондент, а з 1884 року — член Болгарського літературного товариства (згодом — Академія наук).
Помер 16 грудня 1898 року в Софії. Похований у кафедральній церкві Святої Трійці в Русе.